# Иаков (Дончев)
Митрополи́т Иа́ков (в миру Ро́сен Сто́ичков До́нчев; 7 марта 1971, София) — епископ Болгарской православной церкви, митрополит Доростольский.

## Биография
По завершении среднего образования в 1989 году обучался на параллельных курсах в Софийской духовной семинарии. В 1990 году поступил в Софийскую духовную академию, которая в 1992 году обрела статус богословского факультета Софийского университета. По окончании духовной академии проходил военную службу.
Будучи ещё мирянином, прилагал большие усилия для возрождения заброшенного и разрушенного Монастыря святого Иоакима Осоговского с одноимённым храмом, расположенного близ села Кутугерци.
Пройдя различные послушания, в 2007 году по приглашению митрополита Пловдивского Николая (Севастиянова) поступил в Баткумский Петропавловский монастырь в селе Паталенице. 9 октября того же года был пострижен в монашество своим духовником, митрополитом Пловдивским Николаем (Севастияновым) с именем Иаков в честь апостола Иакова Алфеева. С того же дня был назначен игуменом монастыря. 23 декабря 2007 года был рукоположен митрополитом Николаем в сан иеродиакона, а 26 декабря того же года — в сан иеромонаха.
Продолжал заботиться и о Иоакимовском монастыре в селе Кутугерци. Храм был восстановлен примерно за 5-6 лет благодаря пожертвованиям и освящён в 2009 году. Его намерение восстановить и административные постройки, не осуществилось в силу финансовых причин.
С 2010 по 2012 год являлся епархиальным советником Пловдивской епархии.
18 марта 2012 года был возведён в сан архимандрита и назначен секретарём Пазарджикского благочиния. В следующем году стал Пазарджикским благочинным.
В 2013 году, в качестве представителя Пловдивской митрополии, участвовал в Соборе, избравшем патриарха Болгарского.
14 декабря 2016 года решением Священного Синода Болгарской православной церкви избран титулярным епископом Константийским с назнеачением вторым викарием Пловдивской епархии.
20 декабря того же года в Успенском кафедральном соборе в Пазарджике состоялась его епископская хиротония, которую совершили: митрополит Пловдивский Николай (Севастиянов), митрополит Великотырновский Григорий (Стефанов), митрополит Ловчанский Гавриил (Динев), митрополит Варненский и Великопреславский Иоанн (Иванов), митрополит Неврокопский Серафим (Динков) и епископ Старозагорский Киприан (Казанджиев), епископы Мелникский Герасим (Георгиев), епископ Величский Сионий (Радев), епископ Браницкий Григорий (Цветков), епископ Агафопольский Иерофей (Косаков) и епископ Знепольский Арсений (Лазаров).
25 октября 2020 година решением Священного Синода избран митрополитом Доростольским, получив 11 голосов из 13